# Arnaud de Cervole
Arnaud de Cervole (vers 1320 - 1366) ou Ernault de Cervole ou encore Armand de Cervole ou Arnaud de Servolle dit l'Archiprêtre ou l'Archiprêtre de Vélines, lieutenant général du roi en Berry et en Nivernais, conseiller du duc de Bourgogne et chambellan du roi Charles V, est l’un des grands capitaines de la première phase de la guerre de Cent Ans et le chef de l’une des redoutables grandes compagnies.

## Biographie
Arnaud de Cervole est né vers 1320 dans une famille de la bourgeoisie Castillonnaise. Tonsuré et pourvu de l'archiprêtré de Vélines dans le diocèse de Périgueux, il en perçoit les revenus comme seigneur temporel des droits utiles d'un archiprêtré. Mais ce routier n'était pas membre du clergé (Cherest et Labroue fournissent de précieux renseignements sur sa vie). Plus attiré par la vie militaire que par la voie cléricale, il est reconnu clerc indigne en 1347 et son bénéfice lui est retiré.   
Dès 1351, il guerroie en Périgord contre les Anglais, notamment sous les ordres du connétable Charles d'Espagne, comte d'Angoulême (assassiné en 1354). Le roi Jean le Bon lui assigne une rente de 200 livres en récompense de la part qu'il a prise au recouvrement des châteaux de Montravel, de Sainte-Foy-des-Vignes, du Fleix et de Guitres. Le roi lui cède en outre la seigneurie de Châteauneuf-sur-Charente en compensation de la créance qu’Arnaud détenait sur Charles d'Espagne. Il lui accorde le 27 août 1354 une lettre de rémission, ainsi qu'à Pierre de Cervole et à neuf autres de ses compagnons qui avaient occupé les châteaux de Cognac, Jarnac et Merpins-en-Saintonge, avaient mis à mort les 27 soldats de ces garnisons, puis avaient volé blés, vins et draps aux habitants de Saint-Laurent-de-Cognac. 
Arnaud se distingue à la prise d'Évreux en 1355, ce qui lui vaut d'en être nommé gouverneur et d'être adoubé par le roi lui-même. Le 19 septembre 1356, lors de la bataille de Poitiers, il a l'honneur d'être le champion et porter les couleurs du comte d'Alençon, Charles de Valois, trop jeune pour porter les armes. Fait prisonnier avec le roi, il est rapidement en mesure de payer sa rançon. 
Il devient par mariage (1357) seigneur de Levroux et de la baronnie de Graçay et reçut Concressault en don du duc de Berry.
Sur ordre du Dauphin, l'Archiprêtre lève plusieurs compagnies de routiers pour pacifier la Provence, possession de son frère Louis d’Anjou. Ses troupes rançonnent au passage le pape à Avignon. Elles franchissent le Rhône le 13 juillet 1357 et ne quittent la Provence, dans laquelle sévissait un autre prêtre (Calagaspacum, Galagaspe), qu'en octobre 1358. 
Lieutenant du roi en Nivernais (1359), il y commet de graves excès (pillage de Nevers), qui seront sanctionnés par le Dauphin, mais ensuite pardonnés.
Pour son action contre les Tard-Venus (1361-62), Charles V nomme Arnaud de Cervole chambellan et son frère, Philippe le Hardi, duc de Bourgogne, le prend à son service. En décembre, le duc donne à Arnaud, devenu veuf, comme seconde épouse, une riche héritière de Bourgogne et il sera parrain en 1363 de leur fils Philippe.
À la bataille de Cocherel, le 16 mai 1364, Arnaud se retire du champ de bataille au motif qu’il est vassal du captal de Buch, chef de Anglo-Navarrais, mais laisse ses troupes à la disposition de Du Guesclin. Cela lui fut fort reproché et Philippe le Hardi doit employer toute sa diplomatie pour calmer la colère du roi son frère.
En 1365, le duc de Bourgogne lui propose de conduire les grandes compagnies en croisade contre les Turcs en Hongrie. La croisade a le soutien du Pape, qui cherche à se débarrasser des compagnies qui menacent régulièrement Avignon, et celui de l'empereur Charles IV, qui soutient ainsi son neveu Charles V. L'Archiprêtre part avec une armée qui ne dépasse pas Strasbourg, mais ravage la Lorraine, le pays messin, les Vosges et les bords du Rhin.
Au début de 1366, Arnaud rejoint la croisade qu’organise Amédée VI, comte de Savoie, pour porter secours à l’empereur Jean Paléologue aux prises avec les Turcs. Le 25 mai 1366, s’apprêtant à franchir la Saône avec ses 40 000 hommes, il est tué à Gleizé, près de Villefranche, par un écuyer de son escorte dans des conditions non élucidées.
À sa mort, l’Archiprêtre était seigneur de Châteauneuf-sur-Charente, ainsi que de Concressault et de Levroux en Berry.

## Famille
Il est probablement le frère d'un autre routier, Pierre de Cervole, et le fils d'un citoyen de Castillon possédant un petit fief en Périgord.
En 1357, Arnaud de Cervole se marie avec Jeanne de Graçay (-1360), veuve d'André (III) de Châteauroux-Chauvigny, seigneur de Levroux, sans postérité.
En décembre 1362, il épouse Jeanne de Châteauvillain, une des plus riches héritières de Bourgogne, fille de Jean III, sire de Châteauvillain et d'Arc en Barrois, et de Marguerite de Noyers, dame de Villeneuve, dont :
- Philippe, bailli de Vitry et chambellan de Charles VI, marié à Jeanne de Poitiers, fille de Guillaume dit le Bâtard de Langres, lui-même fils naturel de l'évêque Guillaume[8],[9]
- Marguerite, qui épouse en 1385 Jacques de Dinteville.